# Håvard Nielsen
Håvard Nielsen (* 15. Juli 1993 in Oslo) ist ein norwegischer Fußballspieler auf der Position eines Stürmers.
Er begann seine Karriere in seiner Geburtsstadt beim Erstligisten Vålerenga Oslo, ehe er sich 2012 dem österreichischen Klub FC Red Bull Salzburg anschloss. Nach Stationen bei mehreren deutschen Erst- und Zweitligisten steht er seit 2022 bei Hannover 96 unter Vertrag. Zudem kam Håvard Nielsen seit 2008 für sämtliche norwegische Nachwuchsnationalmannschaften zum Einsatz, seit 2012 stand er auch im Kader der norwegischen A-Nationalmannschaft.

## Karriere

### Verein
Håvard Nielsen wurde 1993 in Oslo geboren und wuchs im Vorort Oppsal auf. Beim dort ansässigen Sportverein Oppsal IF begann er auch mit dem vereinsmäßigen Fußballspielen. 2007 wechselte er in die Jugendabteilung von Vålerenga Oslo und gab knapp zwei Jahre später am 5. Oktober 2009 im Spiel gegen Viking Stavanger als bis dahin jüngster Spieler bei Vålerenga sein Debüt in der norwegischen Tippeligaen. Ab der Saison 2011 war Nielsen Stammspieler und erzielte am 11. Juli 2012 im Spiel gegen Odd Grenland erstmals drei Treffer. Ab Juli 2012 spielte er in Österreich bei FC Red Bull Salzburg. Er wurde gemeinsam mit seinem Landsmann Valon Berisha für fünf Jahre verpflichtet. Während seiner ersten Saison beim zum Marketingkonzern Red Bull gehörenden Fußballunternehmen gehörte Håvard Nielsen nicht immer zur Stammformation. Dies änderte sich auch in der folgenden Spielzeit nicht und daher kam es zu einem Leihgeschäft.
Im Januar 2014 wurde er von RB Salzburg bis zum 30. Juni 2015 in die deutsche Bundesliga an Aufsteiger Eintracht Braunschweig ausgeliehen. Am 26. Januar 2014 (18. Spieltag) debütierte er beim torlosen Unentschieden im Auswärtsspiel gegen Werder Bremen in der Bundesliga. Am 25. März 2014 (27. Spieltag) erzielte er beim 3:1-Heimsieg gegen den 1. FSV Mainz 05 sein erstes Bundesligator mit dem Treffer zum 2:1. Nielsen erkämpfte sich in Braunschweig einen Stammplatz, konnte allerdings den Abstieg der Niedersachsen aus der Bundesliga nicht verhindern. Auch in der deutschen Zweitklassigkeit war der Norweger Stammspieler, als Tabellenfünfter wurde der direkte Wiederaufstieg verpasst. Da Eintracht Braunschweig eine feste Verpflichtung nicht finanzieren konnte, kehrte Håvard Nielsen zum FC Red Bull Salzburg zurück. Verletzungs- und krankheitsbedingt konnte sich der 22-jährige Angreifer jedoch nicht durchsetzen.
Zum 1. Januar 2016 wechselte Nielsen wieder nach Deutschland, dieses Mal in die 2. Bundesliga zum SC Freiburg. Mit den Südbadenern stieg er in die Bundesliga auf, dabei kam er verletzungsbedingt zu lediglich 7 Einsätzen. Auch im deutschen Oberhaus war Håvard Nielsen, auch aufgrund seiner Verletzungen, nicht oft zum Einsatz gekommen und so kam er in der Spielzeit 2016/17, an dessen Ende sich der SC Freiburg als Tabellensiebter aufgrund der Niederlage von Eintracht Frankfurt im Finale des DFB-Pokals gegen Borussia Dortmund für die UEFA Europa League qualifizierte, nur zu 4 Einsätzen. Im Juli 2017 unterschrieb er einen Dreijahresvertrag beim Zweitligisten Fortuna Düsseldorf und stieg zur Saison 2018/19 mit den Rheinländern auf. In der nordrhein-westfälischen Landeshauptstadt kam Nielsen regelmäßig zum Einsatz, konnte sich allerdings nicht in der Stammformation behaupten. In der Bundesliga kam Nielsen nicht zum Einsatz. Für die Rückrunde der Zweitligasaison 2018/2019 wurde der Stürmer an den Lokalrivalen MSV Duisburg aus der Nachbarstadt Duisburg verliehen, mit dem er am Saisonende als Tabellenletzter abstieg. Bei den Duisburgern erkämpfte sich Håvard Nielsen einen Stammplatz und schoss 4 Tore.
Am 26. Juli 2019 unterschrieb er einen Zweijahresvertrag beim Zweitligisten SpVgg Greuther Fürth. In Franken wurde Nielsen sofort Stammspieler und trug mit 4 Vorlagen nebst 7 selbst erzielten Treffern zum 8. Platz bei. In der Saison 2020/2021 konnte er nicht nur an die gute Leistung der Vorsaison anschließen, er überbot diese, indem er in allen 34 Spielen eingesetzt wurde und mit 11 Toren und 6 Vorlagen entscheidenden Anteil am zweiten Aufstieg der Spielvereinigung in die 1. Bundesliga hatte. Folgerichtig wurde sein Vertrag um ein weiteres Jahr verlängert.
Zur Saison 2022/23 wechselte Nielsen ablösefrei zu Hannover 96. Er unterschrieb einen Vertrag bis zum 30. Juni 2024.

## Karriere Statistik

### Verein
| Saison    | Wettbewerb          | Verein                 | Spiele | Tore | Torvorlagen | Gelb/Gelb-Rot/Rot |
| --------- | ------------------- | ---------------------- | ------ | ---- | ----------- | ----------------- |
| 23/24     | 2. Bundesliga       | Hannover 96            | 14     | 5    | 1           | 1/-/1             |
| 22/23     | 2. Bundesliga       | Hannover 96            | 33     | 8    | 3           | 6/-/-             |
| 22/23     | DFB-Pokal           | Hannover 96            | 2      | -    | -           | -/-/-             |
| 21/22     | Bundesliga          | SpVgg Greuther Fürth   | 26     | 2    | -           | 2/-/-             |
| 20/21     | 2. Bundesliga       | SpVgg Greuther Fürth   | 34     | 11   | 6           | 1/-/-             |
| 20/21     | DFB-Pokal           | SpVgg Greuther Fürth   | 3      | -    | 1           | -/-/-             |
| 19/20     | 2. Bundesliga       | SpVgg Greuther Fürth   | 31     | 7    | 4           | 1/-/-             |
| 19/20     | DFB-Pokal           | SpVgg Greuther Fürth   | 1      | -    | -           | -/-/-             |
| 18/19     | 2. Bundesliga       | MSV Duisburg           | 16     | 4    | 2           | -/-/-             |
| 18/19     | DFB-Pokal           | MSV Duisburg           | 1      | -    | -           | -/-/-             |
| 18/19     | Bundesliga          | Fortuna Düsseldorf     | -      | -    | -           | -/-/-             |
| 18/19     | DFB-Pokal           | Fortuna Düsseldorf     | 1      | -    | -           | -/-/-             |
| 18/19     | Regionalliga West   | Fortuna Düsseldorf II  | 1      | 1    | 1           | -/-/-             |
| 17/18     | 2. Bundesliga       | Fortuna Düsseldorf     | 23     | -    | 3           | 1/-/-             |
| 17/18     | DFB-Pokal           | Fortuna Düsseldorf     | -      | -    | -           | -/-/-             |
| 16/17     | Bundesliga          | SC Freiburg            | 4      | -    | 1           | -/-/-             |
| 16/17     | Oberliga BW         | SC Freiburg II         | 3      | 2    | -           | -/-/-             |
| 15/16     | 2. Bundesliga       | SC Freiburg            | 7      | -    | -           | -/-/-             |
| 15/16     | Bundesliga (AUS)    | FC Red Bull Salzburg   | 8      | -    | 1           | -/-/-             |
| 15/16     | ÖFB-Cup             | FC Red Bull Salzburg   | 3      | -    | 1           | 1/-/-             |
| 15/16     | CL-Quali            | FC Red Bull Salzburg   | 1      | -    | 1           | -/-/-             |
| 14/15     | 2. Bundesliga       | Eintracht Braunschweig | 30     | 8    | 3           | 2/-/-             |
| 14/15     | DFB-Pokal           | Eintracht Braunschweig | 2      | 2    | -           | -/-/-             |
| 13/14     | Bundesliga          | Eintracht Braunschweig | 16     | 2    | -           | -/-/-             |
| 13/14     | Bundesliga (AUS)    | FC Red Bull Salzburg   | 7      | -    | -           | -/-/-             |
| 13/14     | Europa League       | FC Red Bull Salzburg   | 5      | -    | -           | -/-/-             |
| 13/14     | ÖFB-Cup             | FC Red Bull Salzburg   | 3      | 1    | 1           | -/-/-             |
| 13/14     | CL-Quali            | FC Red Bull Salzburg   | -      | -    | -           | -/-/-             |
| 12/13     | Bundesliga (AUS)    | FC Red Bull Salzburg   | 24     | 3    | 2           | -/-/-             |
| 12/13     | ÖFB-Cup             | FC Red Bull Salzburg   | 4      | 1    | 1           | -/-/-             |
| 2012      | Tippeligaen         | Vålerenga Oslo         | 16     | 6    | 1           | -/-/-             |
| 2012      | NM-Cup              | Vålerenga Oslo         | 2      | 1    | 1           | 1/-/-             |
| 11/12     | Europa League Quali | Vålerenga Oslo         | 4      | -    | -           | -/-/-             |
| 2011      | Tippeligaen         | Vålerenga Oslo         | 28     | 3    | 2           | -/-/-             |
| 2010      | Tippeligaen         | Vålerenga Oslo         | 1      | -    | -           | -/-/-             |
| 2009      | Tippeligaen         | Vålerenga Oslo         | 1      | -    | -           | -/-/-             |
| Insgesamt | Insgesamt           |                        | 355    | 67   | 36          | 16/-/1            |

Stand: 10. Dezember 2023

### Nationalmannschaft
Ab 2008 durchlief Nielsen die Nationalmannschaften der Altersklassen U15 bis U21, für die er 61 Länderspiele bestritt und 18 Tore erzielte. Mit der U21-Nationalmannschaft erreichte er nach zwei Unentschieden und einem Sieg das Halbfinale der U21-Europameisterschaft 2013 in Israel, das gegen die spanische Auswahl mit 0:3 verloren wurde.
Sein Debüt in der A-Nationalmannschaft gab er am 14. November 2012 in Budapest beim 2:0-Sieg gegen Ungarn, als er nachträglich für den verletzten Joshua King berufen wurde. Er kam von Beginn an zum Einsatz und erzielte mit dem Treffer zum 1:0 in der 38. Minute sein erstes Länderspieltor.

## Erfolge
- Aufstieg in die Bundesliga: 2016 (SC Freiburg), 2018 (Fortuna Düsseldorf) 2021 (SpVgg Greuther Fürth)
  - davon als Meister der 2. Bundesliga: 2016, 2018